# Rafael Evans
Rafael López Evans (Ciudad Obregón, 4 de julio de 1980-Ciudad Obregón, 23 de diciembre de 2023) fue un actor, director, productor, promotor cultural y activista mexicano. Ganador del premio Sonora a la filantropía en el 2018.

## Trayectoria
Dentro de su trayectoria se reconoce por el trabajo del desarrollo artístico y cultural de niñas, niños y jóvenes en jornadas de desarme en comunidades de Sonora. Se especializó en la investigación del teatro documental y bio drama y como creador realizó obras de teatro y danza para espacios escénicos convencionales como teatro, así como para espacios no convencionales como galerías, casas, calle, bodegas, etc. Investigó y desarrolló proyectos independientes, basados en una línea de creación escénica que conjunta el teatro, la danza y el performance.
Realizó su educación artística en Guadalajara, en el Instituto de Desarrollo Artístico y en la Universidad de Guadalajara. Desde 2006, participó de manera activa en distintas actividades del medio escénico, como gestor y promotor del desarrollo a través del arte.
En el año 2012, fundó el Colectivo Independiente Punto Tres con el cual trabajó propuestas escénicas y de investigación con el cuerpo, el movimiento y la acción, poniéndose en contacto con diversas disciplinas artísticas como el arte acción, la instalación, la performatividad y la intervención.
Creó el Proyecto Kino, un espacio que funge como foro cultural y turístico, tanto para la presentación como para la capacitación de cualquier expresión artística y/o cultural; incluyendo una escuela de teatro para niñas y niños yaquis en La Bachía, en la Loma de Guamúchil con planteles en Tórim y Pótam. También un festival anual enfocado en la resignificación del espacio público violentado; un programa anual de impacto municipal de fomento al arte por medio de la literatura y la escritura; un corredor cultural a través de la generación de un tianguis cultural que implementa emprendimientos económicos urbanos; un grupo de teatro.

## Muerte
Tras haber sufrido problemas de salud en los últimos días, el reconocido actor de teatro, Rafael Evans, falleció la noche de este sábado 23 de diciembre en el Hospital General de Ciudad Obregón, Sonora, lo que puso de luto a todo el gremio cultural de este municipio. A sus 43 años de edad, el director, productor, promotor cultural y activista social, tuvo que ser hospitalizado hace más de una semana por complicaciones gastrointestinales que lo llevaron a requerir una cirugía urgente. Sin embargo, el pasado sábado su situación se complicó, por lo que familiares y amigos estaban buscando donadores de sangre porque sería intervenido nuevamente, ya que había sido intubado y sus órganos no estaban funcionando correctamente. 

## Obras
- Tres veces salió la Luna
- Hábitat: inventario de un desierto en escombros
- Demetrius o la caducidad, de LEGOM
- Mateo y Yuku: El señor de la lluvia
- El soplador de estrellas, de Ricardo Talento
- No estamos solos, quedó tu rastro
- Don Juan, un Tenorio muy norteño
- El vuelo de las arpías: archivos de una metamorfosis colectiva
- Ciria y la Niña de Junio
- Segismundo
- Sawa, el héroe de los ocho pueblos
- Escribe, escribidor
- Palidoestoti y las aventuras del capitán washapori
- Erase que se era
- La ruta
- Entrevista con el Poeta
- Ser o no serlo, o el arte de la crueldad bajo la mano de Shakespeare
- La Bachía, escuela de teatro para niñas y niños yaquis
- Tutu’uli, lengua de mariposas
- Romeo y Julieta, un clásico para niñas y niños
- Prometeo
- Chiquen Malo, el alférez de la tienda
- Pajarita, un nudo de mariposa
- Corredor cultural en el centro de la ciudad
- Desfile temático y comunitario La marcha de los pioneros
- La Gran Guerrera
- El diablito de Valentín
- Emilia ¡Grita muy fuerte!
- Catrinísima, la muerte empoderada
- Estamos desarmando Infancias
- Al diablo con los diablos
- Verona, o el exterminio de él y ella. Collage escénico a partir de las opiniones de Shakespeare
- Ya llegó Clemente, saquen su sillita para que se sienten
- Made in China, teatro documental a partir de la campaña antichina en México.[8][9][10][11]

## Reconocimientos
- Seleccionado para participar en la Muestra Estatal de Teatro en Sonora en los años:2013, 2014, 2015, 2016, 2018 y 2022
- Seleccionado para el programa “Escénicas” en su versión 2014, 2015 y 2016;  y programa “Íntimamente Teatral” en el 2014, 2015 y 2016
- Becario del Fondo Estatal para la Cultura y las Artes de Sonora (FECAS 2013-2014), en la categoría de jóvenes creadores (dirección escénica)
- Beneficiado por PACMYC 2017, 2018 y 2020
- Reconocimiento como Embajador de Cultura de Ciudad Obregón Sonora 2015
- Ganador del Programa Nacional de Teatro Escolar Sonora 2018
- Ganador del Fondo nacional para la Cultura y las Artes FONCA en la categoría “Fomento a proyecto y coinversiones culturales”.
- Ganador del premio Sonora a la Filantropía en la categoría persona en el 2018
- Seleccionado para participar en el “Festival cultural y artístico Tetabiakte” en sus versiones 2013, 2015, 2016 y 2017
- Seleccionado en el “Festival de otoño en Cocorit” en sus versiones 2014 y 2015
- Seleccionado en el “Festival Kino” 2016 y en “Fiestas del Pitic” también en el mismo año.[12][5][7]